# Großer Preis von Großbritannien 1926

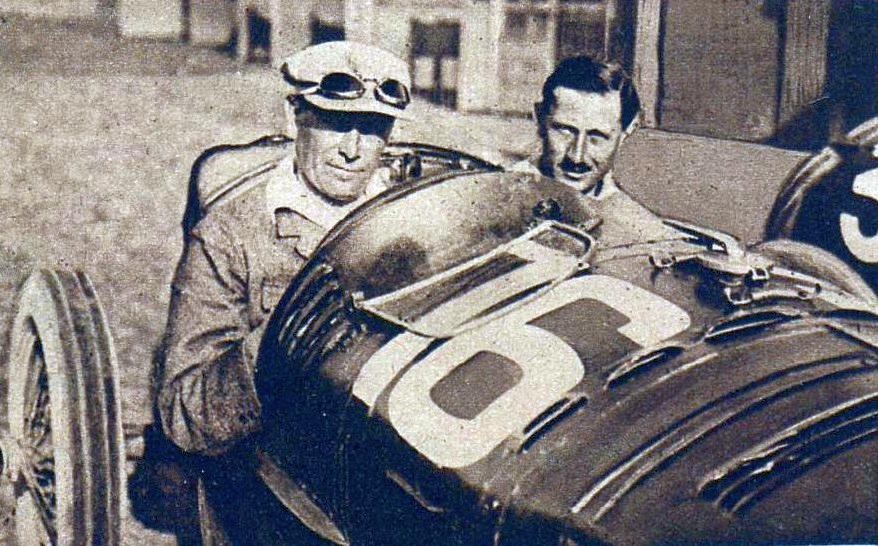
Rennsieger Louis Wagner

Der I. RAC Grand Prix – wie das Rennen offiziell bezeichnet wurde – fand am 7. August 1926 auf einer 4,21 km langen Streckenvariante der englischen Brooklands-Rennbahn statt. Das Rennen war Wertungslauf zur zweiten Automobilweltmeisterschaft und wurde nach den Bestimmungen der Internationalen Grand-Prix-Rennformel (Rennwagen bis 1,5 Liter Hubraum; Mindestgewicht 600 kg, Karosseriebreite mindestens 80 cm) über 110 Runden ausgetragen, was einer Gesamtdistanz von 463,10 km entsprach.
Sieger wurden Robert Sénéchal und Louis Wagner, die sich am Steuer eines Delage Type 15 S 8 abgelöst hatten. Der zweite Platz von Malcolm Campbell sicherte der Marke Bugatti vorzeitig den Weltmeistertitel dieser Saison.

## Rennen
Mit diesem Lauf auf der englischen Brooklands-Bahn – der ersten speziell für diesen Zwecke gebauten permanenten Rennstrecke der Welt – fand 1926 zum ersten Mal ein Grand-Prix-Rennen auf britischem Boden statt, das gleichzeitig auch für die damalige Weltmeisterschaft für Automobilmarken gewertet wurde. Um für diesen Anlass einen einigermaßen anspruchsvollen Kurs aufbieten zu können, wurden auf der Strecke Schikanen aus Sandsäcken errichtet.
Obwohl erneut einige gemeldete Teilnehmer nicht zum Rennen antraten, konnte das Feld aus neun Wagen die beiden diesbezüglich sehr enttäuschenden vorangegangenen Rennen in Frankreich und Spanien deutlich übertreffen. Zum ersten Mal in der Saison erschienen hier die neuen Achtzylinder-Rennwagen, die eigentlich als Talbots in Frankreich entwickelt und gebaut worden waren, aufgrund der etwas undurchsichtigen Markenpolitik des britisch-französischen S.T.D.-Konzerns hier aber unter der Konzernmarke Darracq offiziell als britisches Team mit dem Fahrer-Trio Henry Segrave, Albert Divo und Jules Moriceau ins Rennen geschickt wurden. Schon während des Trainings traten bei den noch nicht vollkommen ausgereiften Wagen aber beim Bremsen starke Vibrationen an der Vorderachse auf, wodurch die Fahrer fürs Rennen stark verunsichert wurden.
Auch Hauptkonkurrent Delage war mit dem neuen Type-15-S-8-Achtzylindern nicht frei von Sorgen, obwohl man seit dem Rennen von San Sebastián versucht hatte, die durch die Auspuffführung verursachte zu große Aufheizung des Cockpits in den Griff zu bekommen. Zudem erhoffte man sich vom kühleren britischen Klima eine zusätzliche Erleichterung dieses Problems. Nachdem er sich in Spanien kurzentschlossen für das Team als Ersatzfahrer zur Verfügung gestellt hatte, wurde Robert Sénéchal nun damit belohnt, dass ihm Delage für das Rennen in England neben Robert Benoist und Louis Wagner nun auch offiziell das dritte Auto zur Verfügung stellte. Bugatti war dagegen nicht mit der eigentlichen Stammbesetzung angereist, sondern wurde von dem einheimischen Fahrer Malcolm Campbell vertreten, der zuvor bereits Träger des absoluten Geschwindigkeitsweltrekords für Automobile gewesen war, und einen der aktuellen Type 39A Grand-Prix-Wagen erworben hatte. Bei den beiden übrigen Teilnehmern handelte es sich einerseits um ein älteres Modell von Aston Martin mit George Eyston am Steuer, sowie bei dem Halford Special um ein gleichartiges Chassis, in das Frank Halford in bester britischer Eigenbautradition einen von ihm selbst entwickelten Sechszylindermotor eingepflanzt hatte, für den er ursprünglich sogar einen Turbolader vorgesehen hatte.
Vom Start weg gingen überraschenderweise zunächst die Talbots von Divo und Segrave in Führung, während ihr Teamkollege Moriceau schon nach einer halben Runde mit gebrochener Vorderachse ausschied. Nach wenigen Runden musste Divo jedoch an die Box, um die Zündkerzen zu wechseln, so dass Segrave nun allein die Konkurrenz in Schach halten musste. Aber auch Wagner musste seinen Delage bald wegen akuter Brandgefahr an Bord abstellen, ein deutlicher Hinweis darauf, dass man die Probleme mit dem Auspuff doch noch nicht wirklich in den Griff bekommen hatte. Wenig später verlor schließlich auch Segrave durch einen Reifenschaden zwei Runden und damit seine Führung an Benoist, der bis dahin mit seinem Delage ein eher abwartendes Rennen gefahren hatte. Sein Markengefährte Sénéchal war mit spektakulären Drifts durch dei Schikanen mittlerweile auf dem dritten Rang angekommen, dahinter folgten noch die drei Einheimischen, Halford, Campbell und Eyston vor Divo, der bereits ein Stück abgeschlagen am Ende des Felds lag.
In dieser Formation ging es durch das erste Renndrittel, bis Segrave wegen immer zahlreicher werdender Probleme seines Autos aufgab. Damit war für Talbot nur noch der weit zurückliegende Divo im Rennen, das nun von Benoist nun mit weitem Vorsprung vor seinem Stallkollegen Sénéchal angeführt wurde. Bei beiden wurde im letzten Drittel des Rennens jedoch langsam wieder das Hitzeproblem akut, so dass das Team an den Boxen sogar Wassereimer aufstellen musste, in denen sie sich regelmäßig ihre Füße abkühlen konnten. Auf diese Weise kam der nach wie vor unter Fehlzündungen leidende Divo wieder heran und eine Weile schien es sogar so, als ob angesichts der Probleme beim Führungstrio auch Halford nun ernsthafte Siegchancen haben würde, aber die Hoffnungen der beiden wurden kurz darauf durch technische Defekte zunichtegemacht. Damit war neben den beiden humpelnden Delage, die in der Zwischenzeit von Wagner und dem als Ersatzfahrer gemeldeten André Dubonnet übernommen worden waren, nur noch Campbell mit seinem Bugatti im Rennen. Dieser war nach einem frühen Reparaturstopp im Anschluss langsam, aber ohne größere Probleme durchgefahren und konnte kurz vor dem Ende sogar noch an Dubonnet vorbeiziehen, bei aus dem Motorraum nun richtige Flammen ins Cockpit züngelten. Wagner war aber schon zu weit voraus, um noch eingeholt zu werden und konnte nach einem ereignisreichen Rennen den ersten Sieg für die neuen Delage über die Linie retten.

## Ergebnisse

### Meldeliste
| Team                      | Nr. | Fahrer               | Info  | Chassis                        | Motor                      | Reifen |
| ------------------------- | --- | -------------------- | ----- | ------------------------------ | -------------------------- | ------ |
| Louis Coatelen            | 01  | Albert Divo          |       | Talbot GPLB a                  | Talbot 1.5L I4 Kompressor  | M      |
| Louis Coatelen            | 06  | Jules Moriceau       |       | Talbot GPLB a                  | Talbot 1.5L I4 Kompressor  | M      |
| Louis Coatelen            | 09  | Henry Segrave        |       | Talbot GPLB a                  | Talbot 1.5L I4 Kompressor  | M      |
| Automobiles Delage        | 02  | Robert Benoist b     |       | Delage Type 15 S 8 1926        | Delage 1.5L I8 Kompressor  | M      |
| Automobiles Delage        | 10  | Louis Wagner c       |       | Delage Type 15 S 8 1926        | Delage 1.5L I8 Kompressor  | M      |
| Automobiles Delage        | 14  | Robert Sénéchal d    |       | Delage Type 15 S 8 1926        | Delage 1.5L I8 Kompressor  | M      |
| Automobiles Delage        | 14  | André Dubonnet       | DNS e | Delage Type 15 S 8 1926        | Delage 1.5L I8 Kompressor  | M      |
| Captain George Eyston     | 03  | George Eyston        |       | Aston Martin GP                | Anzani 1.5L I4 Kompressor  |        |
| John Godfrey Parry-Thomas | 04  | Clive Gallop         | DNS f | Thomas Special                 | Thomas 1.5L I6             |        |
| John Godfrey Parry-Thomas | 12  | Scrap Thistlethwayte | DNS g | Thomas Special                 | Thomas 1.5L I6             |        |
| Major Frank Halford       | 05  | Frank Halford        |       | Aston Martin „Halford Special“ | Halford 1.5L I6 Kompressor |        |
| Captain Malcolm Campbell  | 07  | Malcolm Campbell     |       | Bugatti T39A                   | Bugatti 1.5L I8 Kompressor |        |
| Captain Malcolm Campbell  | 11  | Malcolm Campbell     | DNA h | Talbot 70                      | Talbot 1.5L I4 Kompressor  |        |
| Thomas George John        | 08  | Maurice Harvey       | DNS i | Alvis GP                       | Alvis 1.5L I8 Kompressor   |        |
| Captain Alastair Miller   | 15  | Alastair Miller      | DNA   | Bugatti T39A                   | Bugatti 1.5L I8 Kompressor |        |

### Startaufstellung
Die Startaufstellung erfolgte in der Reihenfolge der Startnummern.
| Divo     | Benoist | Eyston | Halford | Moriceau | Campbell | Segrave | Wagner |
|          |         |        |         |          |          |         |        |
| Sénéchal |         |        |         |          |          |         |        |

### Rennergebnis
| Pos. | Fahrer                        | Konstrukteur | Runden | Stopps | Zeit          | Start | Schnellste Runde | Ausfallgrund                         |
| ---- | ----------------------------- | ------------ | ------ | ------ | ------------- | ----- | ---------------- | ------------------------------------ |
| 01   | Robert Sénéchal Louis Wagner  | Delage       | 110    |        | 4:00:56,6 h   | 9     |                  |                                      |
| 02   | Malcolm Campbell              | Bugatti      | 110    |        | + 9:47,6 min  | 6     |                  |                                      |
| 03   | Robert Benoist André Dubonnet | Delage       | 110    |        | + 12:11,8 min | 2     |                  |                                      |
| —    | Albert Divo                   | Talbot       | 87     |        | DNF           | 1     |                  | Kompressorschaden                    |
| —    | Frank Halford                 | Halford      | 82     |        | DNF           | 4     |                  | defektes Kreuzgelenk der Kardanwelle |
| —    | Henry Segrave                 | Talbot       | 62     |        | DNF           | 7     | 1:50,8 min       | Kompressorschaden                    |
| —    | George Eyston                 | Aston Martin | 44     |        | DNF           | 3     |                  | defekte Zylinderkopfdichtung         |
| —    | Louis Wagner                  | Delage       | 6      |        | DNF           | 8     |                  | beständige Fehlzündungen             |
| —    | Jules Moriceau                | Talbot       | 1      |        | DNF           | 5     |                  | Achsbruch                            |